# Erna Steuri
Erna Steuri, née le 22 avril 1917 à Grindelwald où elle est morte le 25 novembre 2001, est une skieuse alpine suisse.

## Palmarès

### Jeux olympiques
| Épreuve / Édition              | Combiné |
| ------------------------------ | ------- |
| JO 1936 Garmisch-Partenkirchen | 4e      |

### Championnats du monde
| Épreuve / Édition       | Descente | Slalom | Combiné |
| ----------------------- | -------- | ------ | ------- |
| Mondiaux 1936 Innsbruck | 6e       | 5e     | 5e      |
| Mondiaux 1937 Chamonix  | 5e       | 8e     | 5e      |
| Mondiaux 1938 Engelberg | 5e       | Bronze | 5e      |
| Mondiaux 1939 Zakopane  | Abandon  | 10e    | —       |

## Arlberg-Kandahar
- Vainqueur de la descente 1937 à Mürren